# Ungureni (Botoșani)
Pour les articles homonymes, voir Ungureni.
Ungureni est une commune située dans le județ de Botoșani en Roumanie.

## Composition
Elle est composée des villages de Borzești, Călugăreni (et Călugărenii Vechi), Călugărenii Noi, Durnești, Epureni, Mihai Viteazu, Mândrești, Plopenii Mari, Plopenii Mici, Tăutești, Ungureni et de Vicoleni.

## Jumelage

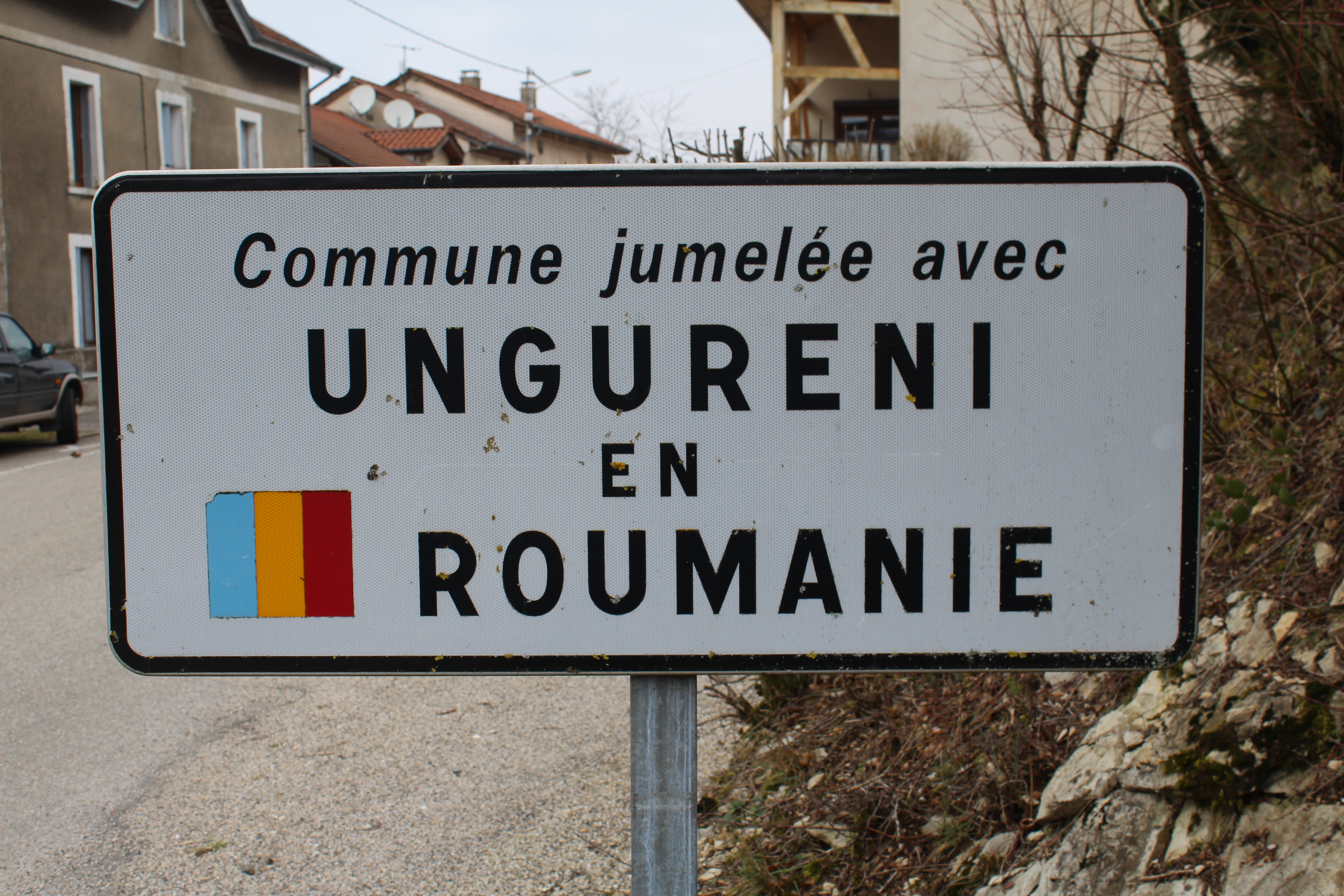
Panneau du jumelage à Saint-Martin-du-Mont.

Ungureni est jumelée avec Saint-Martin-du-Mont en France.